# 샌디 쿠팩스
샌디 쿠팩스(영어: Sandy Koufax, 1935년 12월 30일 ~ )는 전 미국 메이저 리그 로스앤젤레스 다저스의 선수이다.
메이저 리그 역대 최고 좌완투수들 중 한 명으로 1955년부터 1966년까지 다저스 한 팀에서 활약하면서 뛰어난 활약을 보였다. 선수 은퇴 후인 1972년에 명예의 전당에 헌액되었다.

## 프로 입단 전
샌디 쿠팩스는 뉴욕주 브루클린에서 태어나서 보로 파크에서 자랐다. 샌디가 3살 때 친부모였던 애블린과 잭 브라운이 이혼했고, 그 후 샌디의 어머니는 샌디가 9살 때 어빙 쿠팩스와 재혼하였다. 어머니의 재혼 후 얼마되지 않아 가족들은 록빌 센터 외곽의 롱 아일랜드로 이사를 갔다. 이후 브루클린의 벤슨허스트로 다시 이사오게 되었다.
쿠팩스는 브루클린에 있는 라피엣 고등학교에 입학하는 데, 농구와 야구에서 뛰어난 재능을 보였다. 그 당시 학원 스포츠가 불가능했는데 뉴욕의 학교 선생님들이 금전적 보상이 없는 과외활동참관을 거부했기 때문이었다. 하는 수 없이 쿠팩스는 지역 유대인 센터에서 농구를 시작했다. 나중에 고등학교에 농구부가 생겼고, 쿠팩스는 3학년 당시 팀의 주장으로 활약하면서 10 경기동안 165점을 득점하였는데, 이는 디비전 내 득점 2위에 해당하는 기록이었다.
1951년 15살에 나이에 쿠팩스는 '아이스크림 리그'라고 알려진 지역 청소년 야구 리그에도 참가했다. 처음에는 왼손잡이 포수로 시작했다가 이후 포지션을 1루수로 옮겼다. 라피엣 고교 야구팀에서 1루수로 활약하면서, 친구의 아버지이자 야구 코치였던 밀트 라우리의 눈에 띄게 되었다. 라우리는 쿠팩스가 투수로서 활약할 수 있다고 판단하고, 코니 아일랜드 스포츠 리그인 파크뷰로 영입하게 되었다.
신시내티 대학교에 입학한 쿠팩스는 농구팀에서 별다른 활약이 없는 새내기였다. 1954년 쿠팩스는 대학 야구 대표팀의 일원이 되었다. 그 해 시즌 31이닝 투구하면서 3승 1패, 탈삼진 51개와 볼넷 30개를 기록했다. 브루클린 다저스의 스카우트였던 빌 진서가 쿠팩스에 관한 자료를 만들어 다저스 팀으로 보냈지만 별다른 성과는 없었다.
폴로 그라운드에서 뉴욕 자이언츠(현 샌프란시스코 자이언츠)의 트라이아웃에 참가한 뒤 쿠팩스는 포브스 필드에서 펼쳐진 피츠버그 파이리츠 트라이아웃에도 합류했다. 피츠버그 팀의 트라이아웃에서 쿠팩스의 직구는 불펜 코치였던 샘 내론의 엄지손가락을 부러뜨릴 정도로 빠르고 위력적이었다. 그 당시 피츠버그 팀의 단장이었던 브랜치 리키는 스카우트 클라이드 수크포스에게 쿠팩스는 "이제껏 본 중에서 최고의 팔을 가진 선수"라고 말했다. 하지만 피츠버그 팀은 쿠팩스에게 계약을 제시하지 않았고, 결국 다저스로 입단하게 되었다.
다저스 스카우트였던 알 캠퍼니스는 지역 스포츠 용품 상점 주인으로부터 쿠팩스에 대한 이야기를 들었다. 라피엣 고교팀에서 쿠팩스가 투구하는 걸 본 뒤에 캠퍼니스는 에벳 필드에서의 트라이아웃에 참가해볼 것을 권했다. 다저스 감독인 월터 앨스턴과 스카우트 총 책임자인 프레스코 톰슨이 지켜보는 가운데 캠퍼니스가 타석에 들어서고 쿠팩스가 투구하게 되었다. 훗날 캠퍼니스는 "내 평생 살면서 팔에 소름이 돋을 정도로 전율을 느꼈던 순간은 두 번이었는데, 한번은 시스틴 성당의 천장을 봤을 때였고 다른 한번은 샌디 쿠팩스가 직구를 던지는 걸 봤을 때였다."라고 회고했다. 다저스는 쿠팩스와 연봉 6천 달러(현재가 4만 7천 달러 정도), 계약금 1만 4천 달러(현재가 11만 달러 정도)의 조건으로 계약을 체결했다. 쿠팩스는 야구 선수로서 실패했을 때를 대비해서 계약금을 대학 학자금을 쓰려고 계획했다.

## 프로 입단 후

### 초창기(1955년 ~ 1960년)
계약금으로 4천 달러(현재가 약 3만 1천 달러)가 넘는 금액을 받고 입단해서 쿠팩스는 '보너스 베이비'(Bonus Baby)로 알려지게 되었다. 이러한 사실이 쿠팩스가 2년 동안 메이저 리그 선수 명단 포함될 수 있게 하는 요인으로 작용했다. 쿠팩스의 자리를 마련하기 위해서 다저스 팀은 미래의 다저스 감독이 되는 토미 라소다를 독립리그인 몬트리얼 로얄스로 보내게 되었다. 라소다는 훗날 나를 다저스 투수진에서 쫓아낸 건 샌디 쿠팩스였다고 농담을 하기도 했다.
쿠팩스의 메이저 리그 데뷔 경기는 1955년 6월 24일 밀워키 브레이브스(지금의 애틀랜타 브레이브스)와의 경기였다. 다저스가 7-1로 뒤진 5회에 첫 등판을 하게 되었다. 처음 상대한 타자는 조니 로건이었는데 빗맞은 안타를 허용했다. 에디 매튜스가 번트를 댔는데 쿠팩스가 2루로 악송구를 하면서 공은 중견수쪽으로 흘러갔다. 다음 타자인 행크 에런을 볼넷으로 보내면서 만루 위기를 맞았다. 하지만 후속 타자인 보비 톰슨을 풀 카운트 승부 끝에 삼진으로 잡았다.
쿠팩스의 첫 선발 등판경기는 7월 6일이었다. 4와 3분의 2이닝동안 8개의 볼넷을 허용하였다. 이후 거의 2달 동안 선발 등판할 수 없었지만, 8월 26일 신시내티 레즈와의 경기에서 7대 0, 2피안타 완봉승을 거두게 되는데 메이저 리그 첫 승이었다. 1955년 12경기에 나와서 41.2이닝 동안 탈삼진 30개와 볼넷 28개를 기록했다. 그 해 기록한 2승 모두 완봉승이었다.
그 해 가을 쿠팩스는 컬럼비아 대학교 단과과정에 등록해서 건축학 야간과정을 수강했다. 1955년 월드 시리즈에서 다저스는 팀 역사상 처음으로 우승하게 되지만, 쿠팩스는 그 경기에 나갈 수 없었다. 마지막 경기였던 7차전이 끝난 뒤에도 수업을 듣기 위해 대학교로 갔다.
1956년도 1955년과 별반 다르지 않았다. 직구는 엄청나게 빨랐지만, 여전히 제구력이 문제였다. 그 해 58과 3분의 2이닝을 투구하면서 평균 자책점 4.91, 탈삼진 30개, 볼넷 29개를 기록했다. 쿠팩스가 공을 낮게 몇 개 던지면, 감독인 알스턴은 불펜에서 구원투수가 몸을 풀라는 교체신호를 보냈다. 재키 로빈슨의 마지막 시즌이었던 그 해에 로빈슨은 감독인 앨스턴과 이런저런 문제로 마찰을 일으켰는데, 그중에는 쿠팩스에 관한 것도 포함되어 있었다. 로빈슨은 쿠팩스가 뛰어난 재능과 영리한 두뇌를 가지고 있다는 걸 알았고, 쿠팩스가 벤치에만 머무르는 것은 반대했다.
1957년 시즌에 대비하기 위해 다저스 팀은 쿠팩스를 푸에르토 리코의 겨울 리그에 참가시켰다. 5월 15일 쿠팩스를 마이너 리그로 강등시키라는 이야기가 나왔다. 앨스턴 감독은 쿠팩스로 하여금 메이저 리그에 남기 위한 가치를 증명할 기회를 주기 위해 다음날 선발 등판을 지시했다. 리글리 필드에서 펼쳐진 시카고 컵스와의 경기에서 쿠팩스는 거의 2년 만에 처음으로 완투승을 기록하게 되는데, 삼진도 무려 13개를 잡아냈다. 이후 처음으로 선발 투수진에 합류하게 되지만 그 기간은 2주에 불과했다. 이후 5번의 선발경기에서 3승, 평균 자책 2.90을 기록했지만, 그 다음 45일 동안 선발 등판을 할 수 없었다. 다음의 선발 경기에서 7이닝 동안 11개의 삼진을 잡았지만 승리를 기록하지 못했다. 9월 29일 경기에서 시즌 마지막 경기에 구원투수로 등판하면서 브루클린 다저스 투수로서는 마지막으로 타자와 승부했다. 이후 다저스는 연고지를 동부의 뉴욕 시 브루클린에서 서부의 로스앤젤레스로 이전했다.
이후 3시즌 동안 쿠팩스는 다저스 선발 투수진에서 합류와 이탈을 반복하는데 부상이 주된 이유였다. 1958년 7승 3패였던 시즌 기록은 1루 베이스 커버를 들어가면서 타자 주자와 충돌했고 발목을 삐게 되면서 결국 11승 11패로 마감하게 되는데, 폭투는 내셔널 리그 1위의 기록이었다. 1959년 6월, 쿠팩스는 야간 경기 최다 탈삼진 기록인 16 탈삼진을 기록했다. 8월 31일 경기에서 개인 통산 최다 탈삼진인 18 탈삼진을 기록하면서 내셔널 리그 한 경기 최다 탈삼진 기록을 세웠고, 밥 펠러의 메이저 리그 최다 탈삼진 기록과 타이 기록을 이루게 되었다.
1959년 다저스는 브레이브스와 자이언츠를 물리치고 정규리그 우승을 거두었고, 월드 시리즈에서도 시카고 화이트삭스를 물리치면서 우승을 거머쥐었다. 쿠팩스는 월드 시리즈 첫 경기에서 다저스가 11-0으로 뒤진 상태에서 구원등판하여 2이닝을 완벽하게 막았다. 앨스턴 감독은 쿠팩스에게 5차전 선발을 지시하였다. 92,706명의 관중이 들어찬 로스앤젤레스 메모리얼 콜리세움에서 쿠팩스는 7이닝 동안 1실점만 하였지만, 0-1로 패배하였다. 그 날 경기의 유일한 득점은 병살타 상황에서 넬리 폭스가 홈에 들어온 것이었다. 시카고로 돌아가서 펼쳐진 6차전에서 다저스가 이기면서 월드 시리즈 우승을 하게 되었다.
1960년 초반에 쿠팩스는 다저스 단장인 버지 바바시에게 트레이드를 요청했는데, 경기 출장 기회가 적은 것이 그 이유였다. 1960년 시즌 후 시즌 기록은 8승 13패였고, 쿠팩스는 야구를 그만두고 투자한 전자제품 사업에 뛰어 들것을 생각했다. 시즌 마지막 경기에서 쿠팩스가 글러브와 야구 스파이크를 쓰레기통에 던져 넣었다. 클럽하우스 총책임자였던 노브 카와노는 다음해에 쿠팩스에게 돌려주기 위해 그 야구 용품을 쓰레기통에서 꺼내서 보관해 두었다.

### 리그를 지배하다(1961년 ~ 1964년)

#### 1961년 시즌
쿠팩스는 한 해만 더 야구를 하기로 결심했고, 이전 해보다 더 나은 몸상태를 만들었다. 훗날 회상하기를 "내가 진정으로 열심히 훈련한 건 그 해 겨울이었다. 예년보다 러닝을 더 많이 하기 시작했고, 내가 올바른 방향으로 찾아서 나아가기로 결심했다."라고 말했다. 스프링 캠프 훈련에서 다저스 스카우트였던 케니 마이어스는 쿠팩스의 와인드업 자세에서 잠깐 멈추는 동작을 발견해냈다. 그 동작으로 인해 쿠팩스는 등이 시야를 가려서 포수 미트를 똑바로 볼 수 없었던 것이었다.
다음날 쿠팩스는 올랜도에서 'B팀'에 속해서 투구할 예정이었다. 팀 동료였던 에드 팜퀴스트가 비행기 편을 놓쳐서, 할 수 없이 쿠팩스가 7이닝 이상을 투구해야만 했다. 첫 회에 쿠팩스는 12개의 공 모두 볼을 던져서 무사 만루의 위기에 봉착했다. 포수였던 놈 세리는 쿠팩스에게 맘 편하게 던지라고 조언을 했다. 이 조언이 효과를 보면서 쿠팩스는 삼진을 잡아가기 시작했고, 이후 단 한 개의 안타도 허용하지 않으면서 7회까지 투구하게 되었다.
1961년 시즌은 쿠팩스의 새로운 시대가 열린 첫 시즌이었다. 시즌 18승 13패, 특히 탈삼진을 269개를 잡아내면서 리그 1위를 기록하였고, 크리스티 매튜슨의 내셔널 리그 단일 시즌 최다 탈삼진 기록인 267개를 58년 만에 경신하기도 했다. 첫 올스타 경기에서 두 경기 동안 무실점을 기록하기도 했다.

#### 1962년 시즌
1962년 다저스는 홈 구장을 로스앤젤레스 콜리세움(이 구장의 좌측외야 길이는 겨우 250 피트였다)에서 투수친화적 구장인 다저 스타디움으로 옮겼다. 새 홈구장인 다저 스타디움은 파울지역이 넓어서 타자들에게 불리한 구장이었다. 쿠팩스는 새로운 구장의 이점을 충분히 살려서 홈 경기 평균 자책점을 4.29에서 1.75로 대폭 낮추게 되었다. 6월 30일 신생팀인 뉴욕 메츠를 상대로 처음으로 노히트 게임을 기록했다. 그 날 경기 1회에 처음 세 타자를 공 9개만으로 모두 삼진처리 하면서 내셔널 리그 투수로는 6번째, 메이저 리그 선수로는 11번째로 '한 이닝 9투구 3삼진 투수'로 기록되었다. 6월달 노히트 경기 포함 1.23의 평균 자책점으로 쿠팩스는 '이달의 선수'상을 수상했다.
쿠팩스는 그 해 시즌 중에 손 부상을 입었음에도 좋은 투구 내용을 보여주었다. 4월달 경기에서 타격을 하다가 얼 프랜시스가 던진 공에 맞았다. 왼손 검지 손가락이 얼얼해질 정도로 감각이 없었다. 하지만 쿠팩스는 부상은 무시하고 이전보다 더 좋은 투구를 보여주였다. 7월까지 손 전체의 감각이 없을 정도였고 몇몇 경기는 완투를 포기해야만 했다. 신시내티에서의 선발 경기에서 1회 투구를 마치고 난 뒤 손가락이 찢어졌다. 의사는 쿠팩스의 손바닥 동맥에 문제가 있다고 진단했다. 10일간 약을 복용하면서 다시 동맥이 회복되었다. 9월이 되어서야 겨우 다시 투구를 할 수 있게 되었는데, 그때 다저스는 자이언츠와 정규시즌 우승을 두고 치열하게 싸우고 있었다. 오랜 공백탓인지 쿠팩스는 3번의 경기에서 좋은 모습을 보여주지 못했고, 결국 시즌 말미에 자이언츠가 다저스를 따라잡아 3번의 플레이오프 경기를 해야만 했다.
내셔널 리그 플레이오프 경기가 있기 전날 밤에 다저스 감독 월터 앨스턴은 쿠팩스에게 플레이오프 첫 경기인 내일 경기에 나갈 수 있는지 물었다. 투수진은 지쳐있었고, 돈 드라이즈데일과 조니 포드레스는 이틀 전 경기에 등판했었다. 쿠팩스는 어쩔 수 없었다. 쿠팩스가 훗날 "상관 없었다."라고 말했다. 쿠팩스는 2회에 명예의 전당 헌액자인 윌리 메이스와 짐 데이븐포트에게 홈런을 허용하면서 난타당했다. 시리즈 2차전을 이겼지만, 다저스는 3차전에서 4-2의 리드를 날리면서 결국 페넌트레이스 우승을 넘겨줘야만 했다.

#### 1963년 시즌
1963년 5월 11일 쿠팩스는 강력한 타선을 자랑하는 샌프란시스코 자이언츠 타자들을 맞아 8회까지 퍼펙트 게임을 진행하고 있었다. 당시 자이언츠 주요타자로는 미래의 명예의 전당 회원이 되는 윌리 메이스, 윌리 맥코비, 올랜도 세파다 등이 있었다. 풀카운트 승부 끝에 에드 베일리에게 볼넷을 허용하면서 퍼펙트 게임은 깨졌지만, 9회를 침착하게 잘 막아 노히트 게임을 기록했다. 다저스는 정규 리그 우승을 거머쥐었고, 쿠팩스는 다승 1위(25승), 탈삼진 1위(306), 평균 자책 1위(1.88)을 기록하면서 투수 부문 삼관왕에 오르게 되었다. 또한 11개의 완봉승은 밥 깁슨이 경신하기전까지 최고 기록이었다. 쿠팩스는 내셔널 리그 최우수 선수상과 힉콕 벨트(Hickok Belt)를 수상하였고, 역대 최초 만장일치로 사이영상을 수상하는 영광까지 누렸다.
1963년 월드시리즈에서 뉴욕 양키스를 맞아 1차전 화이티 포드가 나온 선발 맞대결에서 5-2 승리를 거두었다. 그 날 경기에서 탈삼진은 무려 15개나 기록했는데, 칼 어스카인의 10년된 기록 14개를 경신하기도 했다.(밥 깁슨은 훗날 1968년 월드 시리즈 1차전에서 디트로이트 타이거스를 상대로 17개의 삼진을 기록하면서 쿠팩스의 기록을 경신했다.) 쿠팩스의 1차전 활약을 지켜본 뒤 양키스의 주전 포수이자 강타자였던 요기 베라는 "저 친구가 25승을 한 건 이해가 되는데, 어떻게 5패씩이나 당했는지는 이해가 되질 않는다."라면서 극찬을 하였다. 4차전에서 쿠팩스는 포드를 상대로 다시 2-1 승리를 거두면서 다저스의 4승 무패 완승을 마무리지었고, 월드 시리즈 최우수 선수까지 거머쥐게 되었다.

#### 1964년 시즌
엄청난 기대 속에 1964년 시즌을 시작했다. 4월 18일 경기에서 3회에 공 9개를 던져 탈삼진 3개를 잡아냈지만, 팀은 신시내티 레즈에 3-0으로 패했다. 하지만 내셔널 리그에서 처음으로 한 이닝 9투구 3삼진을 두 번이나 기록한 선수가 되었다. 4월 22일 쿠팩스는 팔에서 무언가 이상한 느낌을 갖게 되었다. 코티존을 무려 3방이나 맞으면서 겨우 마무리했고, 이후의 3번의 선발 등판을 거르게 되었다.
6월 4일 코니 맥 스타디움에서 펼쳐진 필라델피아 필리스와의 경기에서 쿠팩스는 4회 풀 카운트 승부 끝에 리치 앨런을 볼넷으로 보냈다. 앨런은 도루를 시도하다 아웃이 됐는데, 그 날 경기에서 필리스 팀의 처음이자 마지막 출루였다. 3년 만에 다시 노히트 게임을 하면서 샌디 쿠팩스는 밥 펠러 이후로 현대 야구에서 세번의 노히트 경기를 한 두 번째 투수가 되었다. 8월달 경기에서 몸을 돌려 2루 견제를 하다가 팔에 부상을 입었다. 간신히 투구를 하고 2승을 더 추가하게 되었다. 하지만 탈삼진 13개를 기록하면서 완봉승이자 시즌 19승을 거둔 다음날 아침 샌디 쿠팩스는 팔을 똑바로 펼 수 없게 되었다. 다저스 팀 주치의였던 로버트 컬란은 쿠팩스가 외상성 관절염을 앓고 있다고 진단을 내렸다. 결국 그 해 시즌은 19승 5패의 기록으로 마감하게 되었다.

### 마지막 불꽃 (1965~ 1966년)
1965년 3월 31일 스프링캠프 경기를 소화한 쿠팩스는 그 다음날 아침 왼팔 전체가 검푸르게 된 것을 발견했다. 이에 팀닥터는 쿠팩스에게 로테이션을 꼬박꼬박 소화할 수 있다면 다행일 것이고, 또 이대로 선수 생활을 강행한다면 일상 생활에 영향을 끼칠 정도의 장애를 갖게 될 거란 이야기를 했다. 쿠팩스는 경기 외의 불필요한 투구수를 최대한 줄였으며 온전히 경기를 소화하기 위해 시즌 내내 독한 진통제를 달고 살아야 했다. 그럼에도 필드 위에서는 부상을 참고 던지고 있단 걸 잊게 만들 정도로 완벽했다. 쿠팩스는 해당 시즌 동안 335 2/3이닝을 소화하며 또 한 번 팀을 페넌트레이스 우승으로 이끌었고, 두 번째 트리플 크라운을 달성하며 두 번째 만장일치 사이 영 상을 수상했다. 9월 9일엔 메이저 리그 역사상 8번째 퍼펙트 게임이자 자신의 통산 네 번째 무안타 경기를 기록하는 위업을 이뤄냈다.
그리고 그 해 월드 시리즈에선 경기 전부터 전국적인 화제의 중심이 되는 일이 있었다. 유대교의 속죄일(Yom Kippur)과 등판일이 겹친다는 이유로 1차전 등판을 사양했기 때문이었다. 이는 개인의 신념과 사회적 지위가 충돌한 예로서 아직까지도 쿠팩스 하면 떠오르는 대표적인 일화로 남아있다. 훗날 쿠팩스 본인은 많은 이들에게 사회적인 메시지를 던질 의도는 없었고, 그저 존중에 관한 일이었다고 말했다. 어차피 당시 다저스에는 코팩스와 당대 최고를 넘어 역사에 이름을 남긴 원투펀치를 구성한 돈 드라이즈데일이 있던만큼, 쿠팩스가 2차전에 등판하는 것이 팀의 입장에서 아주 대수로운 일까진 아니었다. 그렇지만 세상 모든 일이 그렇듯 편하게만 흘러가진 않았다. 1차전에 등판한 드라이즈데일이 패퇴했고, 2차전에 나선 쿠팩스마저 6이닝 2실점 패전을 기록했다. 그러나 다저스는 초반 열세에 무너지지 않고 침착하게 반격에 나섰고, 쿠팩스는 5차전과 7차전에 등판해 두 경기 연속 완봉승으로 팀을 우승으로 이끌었다. 심지어 7차전은 이틀 휴식 후의 등판으로, 통증 탓에 커브볼을 제대로 구사하지 못해 초반 이후엔 거의 패스트볼만으로 경기를 풀어나갔다고 한다. 그리고 시리즈 MVP는 2년 전과 마찬가지로 쿠팩스의 몫이었다.
이후 오프시즌 동안엔 연봉 협상에서 구단과 마찰이 빚는 일이 있었는데, 이 탓에 스프링캠프 합류가 다소 늦어졌다. 그러나 성적은 아무런 영향을 받지 않았다. 323이닝을 소화하며 27승(모두 선발)(1931년 레프티 그로브와 메이저리그 좌완 최다 선발승 타이 기록이었으나 1972년 스티브 칼턴에 의해 타이 기록이 됨) 9패를 거뒀고, 평균자책점에서 커리어하이인 1.73을 기록하며 자신의 세 번째 트리플 크라운을 달성했다. 페넌트레이스 우승이 걸린 필라델피아 필리스와의 정규시즌 마지막 맞대결이 더블헤더로 치러졌는데, 그 두 번째 경기에 이틀 휴식하고 등판해 짐 버닝을 상대로 완투승을 기록했다. 당연하게도 해당 시즌 사이 영 상 또한 쿠팩스의 만장일치 수상이었다. 이어지는 볼티모어 오리올스와의 월드 시리즈에선 2차전에 선발 등판했다. 하지만 연이은 무리한 등판으로 인해 컨디션은 정상이 아니었고, 여기에 야수의 실책까지 겹치며 짐 파머의 완봉승을 지켜봐야 했다. 이날 경기에서 5차전 등판을 염두에 두고 6회까지만 던진 쿠팩스였지만, 그가 5차전에 등판하는 일은 없었다. 시리즈 내내 무기력한 모습을 보인 다저스는 4연패로 우승에 실패했다. 그리고 1966년 11월 18일, 자신의 팔에 한계가 왔음을 느낀 쿠팩스는 30세의 나이로 은퇴를 발표, 팬들의 아쉬움을 뒤로 한 채 자신의 선수 경력에 종지부를 찍었다.

## 통산 기록
| 연 도           | 소 속           | 나 이           | 승 리 | 패 전 | 승 률 | 평 자 책 | 출 장 | 선 발 | 완 투 | 완 봉 | 세 이 브 | 홀 드 | 이 닝  | 피 안 타 | 피 홈 런 | 볼 넷 | 고 4 | 탈 삼 진 | 몸 맞 | 보 크 | 폭 투 | 실 점 | 자 책 | 타 자 수 | W H I P |
| --------------- | --------------- | --------------- | ----- | ----- | ----- | -------- | ----- | ----- | ----- | ----- | -------- | ----- | ------ | -------- | -------- | ----- | ---- | -------- | ----- | ----- | ----- | ----- | ----- | -------- | ------- |
| 1955            | BRO             | 20              | 2     | 2     | .500  | 3.02     | 12    | 5     | 2     | 2     | 0        | 0     | 41.2   | 33       | 2        | 28    | 1    | 30       | 1     | 1     | 2     | 15    | 14    | 183      | 1.46    |
| 1956            | BRO             | 21              | 2     | 4     | .333  | 4.91     | 16    | 10    | 0     | 0     | 0        | 0     | 58.2   | 66       | 10       | 29    | 0    | 30       | 0     | 2     | 1     | 37    | 32    | 261      | 1.62    |
| 1957            | BRO             | 22              | 5     | 4     | .556  | 3.88     | 34    | 13    | 2     | 0     | 0        | 1     | 104.1  | 83       | 14       | 51    | 1    | 122      | 2     | 0     | 5     | 49    | 45    | 444      | 1.28    |
| 1958            | LAD             | 23              | 11    | 11    | .500  | 4.48     | 40    | 26    | 5     | 0     | 1        | 0     | 158.2  | 132      | 19       | 105   | 6    | 131      | 1     | 0     | 17    | 89    | 79    | 714      | 1.49    |
| 1959            | LAD             | 24              | 8     | 6     | .571  | 4.05     | 35    | 23    | 6     | 1     | 2        | 2     | 153.1  | 136      | 23       | 92    | 4    | 173      | 0     | 1     | 5     | 74    | 69    | 679      | 1.49    |
| 1960            | LAD             | 25              | 8     | 13    | .381  | 3.91     | 37    | 26    | 7     | 2     | 1        | 0     | 175.0  | 133      | 20       | 100   | 6    | 197      | 1     | 0     | 9     | 83    | 76    | 753      | 1.33    |
| 1961            | LAD             | 26              | 18    | 13    | .581  | 3.52     | 42    | 35    | 15    | 2     | 1        | 0     | 255.2  | 212      | 27       | 96    | 6    | 269      | 3     | 2     | 12    | 117   | 100   | 1068     | 1.21    |
| 1962            | LAD             | 27              | 14    | 7     | .667  | 2.54     | 28    | 26    | 11    | 2     | 1        | 0     | 184.1  | 134      | 13       | 57    | 4    | 216      | 2     | 0     | 3     | 61    | 52    | 744      | 1.04    |
| 1963            | LAD             | 28              | 25    | 5     | .833  | 1.88     | 40    | 40    | 20    | 11    | 0        | 0     | 311.0  | 214      | 18       | 58    | 7    | 306      | 3     | 1     | 6     | 68    | 65    | 1210     | 0.86    |
| 1964            | LAD             | 29              | 19    | 5     | .792  | 1.74     | 29    | 28    | 15    | 7     | 1        | 0     | 223.0  | 154      | 13       | 53    | 5    | 223      | 0     | 0     | 9     | 49    | 43    | 870      | 0.93    |
| 1965            | LAD             | 30              | 26    | 8     | .765  | 2.04     | 43    | 41    | 27    | 8     | 2        | 0     | 335.2  | 216      | 26       | 71    | 4    | 382      | 5     | 0     | 11    | 90    | 76    | 1297     | 0.86    |
| 1966            | LAD             | 31              | 27    | 9     | .750  | 1.73     | 41    | 41    | 27    | 5     | 0        | 0     | 323.0  | 241      | 19       | 77    | 4    | 317      | 0     | 0     | 7     | 74    | 62    | 1274     | 0.99    |
| MLB 통산 : 12년 | MLB 통산 : 12년 | MLB 통산 : 12년 | 165   | 87    | .655  | 2.76     | 397   | 314   | 137   | 40    | 9        | 3     | 2324.1 | 1754     | 204      | 817   | 48   | 2396     | 18    | 7     | 87    | 806   | 713   | 9497     | 1.11    |

- 시즌 기록 중 굵은 글씨는 해당 시즌 최고 기록